# Університет Л'Аквіли
Університет Л'Аквіли (італ. Università degli Studi dell'Aquila) громадський університет, розташований в Л'Аквілі, центральна Італія. Був заснований в 1964 році (хоча його історія починається 1596 року), має дев'ять факультетів. Університет проводить багато досліджень. Найбільше відомі інженерний, медичний, психологічний та загальнонауковий факультети.